# Puya entre-riosensis
Puya entre-riosensis är en gräsväxtart som beskrevs av Pierre Leonhard Ibisch och Elvira Angela Gross. Puya entre-riosensis ingår i släktet Puya och familjen Bromeliaceae.
Artens utbredningsområde är Bolivia. Inga underarter finns listade i Catalogue of Life.